# Candlemass
Candlemass – szwedzka grupa muzyczna wykonująca epic doom metal, powstała w 1984 roku. Zespół początkowo występował pod nazwą Nemesis.

## Historia zespołu

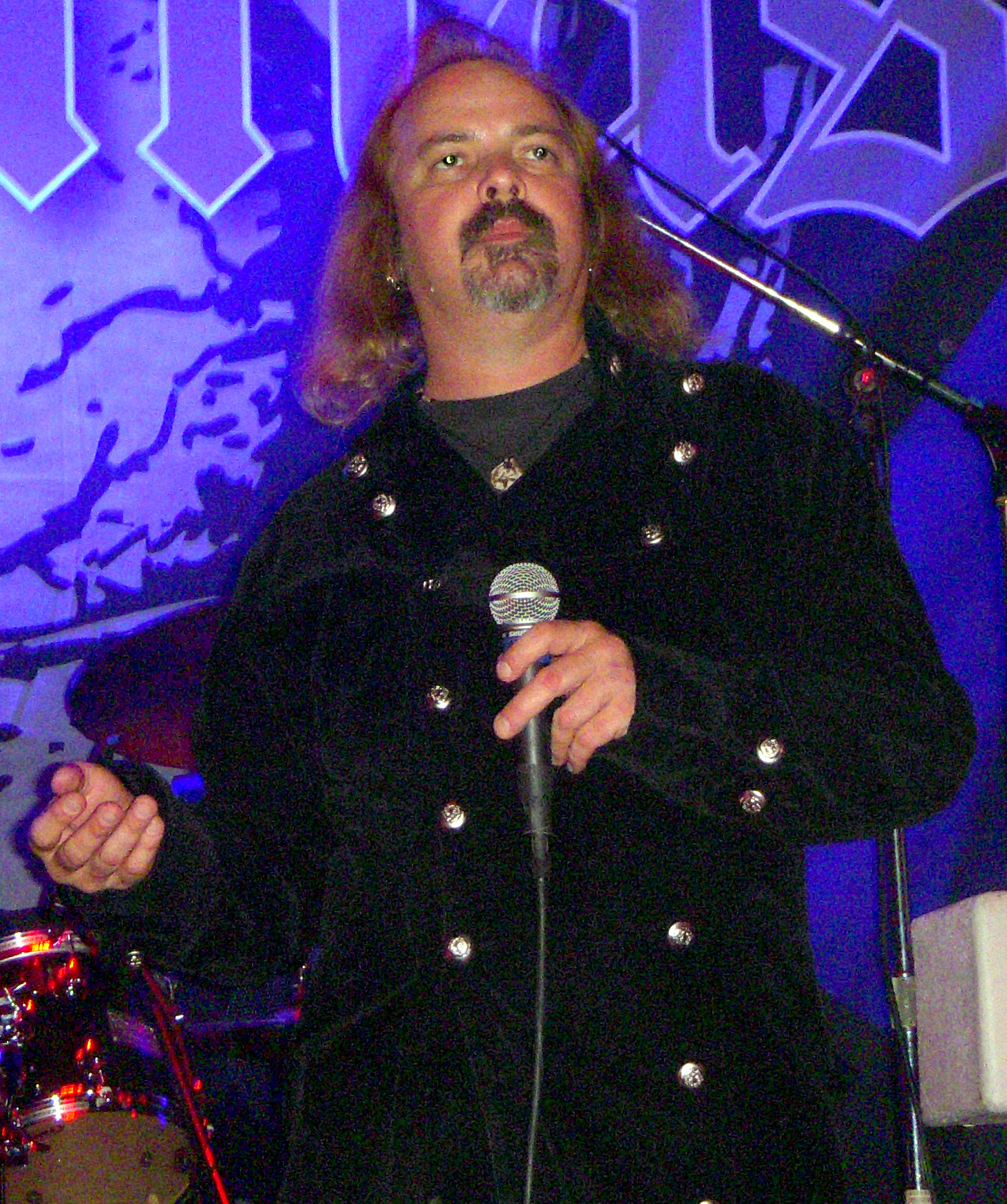
Robert Lowe podczas koncertu 30 maja 2008 roku

W 1985 roku po rozpadzie zespołu Nemesis, basista tego zespołu Leif Edling utworzył swoją grupę pod nazwą Candlemass, angażując w projekt wokalistę Johana Längqvista, gitarzystę Matsa Mappe Bjorkmana i perkusistę Matza Ekströma. Pierwszy album zespołu Epicus Doomicus Metallicus wydany w 1986 roku zapewnił zespołowi zaistnienie w kręgu zespołów metalowych, stanowiąc do dziś kamień milowy w doom metalu. Po nagraniu tego albumu miejsce ówczesnego wokalisty zajął Messiah Marcolin. Na drugim albumie Nightfall możemy usłyszeć kolejnych nowych dwóch członków zespołu: Larsa Johanssona na gitarze prowadzącej oraz perkusistę Jana Lindha.
Kolejnymi dwoma albumami Candlemass były Ancient Dreams i Tales of Creation. Na tych albumach można usłyszeć zmianę w brzmieniu zespołu, polegającą na wplataniu w utwory przyspieszania tempa, co jest głównie domeną zespołów progresywno metalowych. W 1990 roku zespół wydał album koncertowy: Live. Krótko po tym z zespołu odszedł wokalista, Messiah Marcolin.
Na miejsce Marcolina przyszedł Thomas Vikström, z którym zespół nagrał album Chapter VI, wydany w 1992 roku. Porażka komercyjna albumu spowodowana była niedopracowaniem materiału, wynikającym z trudnej sytuacji w zespole, mającej początki w odejściu Messiaha Marcolina. W efekcie zespół rozpadł się po raz pierwszy. Wobec zaistniałej sytuacji Leif Edling stworzył kolejny projekt, znany pod nazwą Abstrakt Algebra. Debiutancki album tego zespołu również nie odniósł sukcesu. Doprowadziło to do trudnej sytuacji finansowej muzyków. Mimo to Edling napisał nowy materiał. Żadna z wytwórni nie była jednak zainteresowana wydaniem go pod szyldem Abstrakt Algebra, toteż Edling postanowił wydać album pod szyldem Candlemass, zatytułowany Dactylis Glomerata. Ten i kolejny album (From the 13th Sun z 1999 roku) stanowią wyraźne odejście od stylu wypracowanego przez Candlemass w poprzednich latach, zawierają bardziej eksperymentalną muzykę. W tym okresie Candlemass stanowiło w większym stopniu solowy projekt Leifa Edlinga.

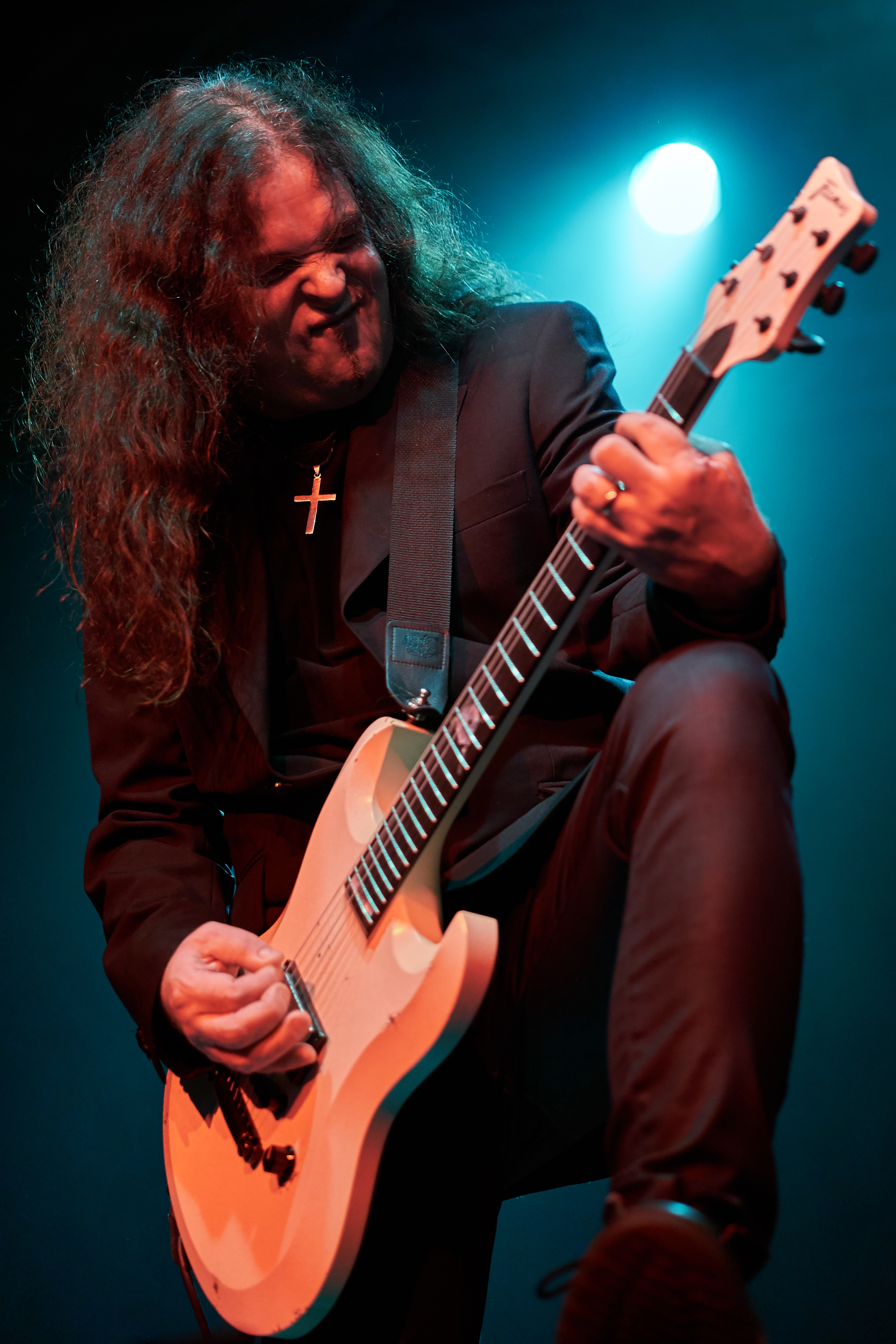
Mats „Mappe” Björkman podczas koncertu 21 listopada 2015 roku

W 2002 roku, zespół zebrał się w starym składzie i zaczął dawać dobrze odbierane przez publiczność koncerty. Równocześnie w sklepach pojawiły się zremasterowane dawne albumy zespołu: Epicus Doomicus Metallicus, Nightfall, Ancient Dreams i Tales of Creation oraz DVD Documents of Doom. Grupa przygotowywała się do nagrania nowego albumu. Candlemass nagrali kilka utworów, czekając na nowy kontrakt płytowy. Z powodu rozbieżności gustów muzycznych pomiędzy członkami zespołu, Candlemass ponownie zawiesili działalność. Po tym wydarzeniu Leif Edling zapoczątkował nowy projekt muzyczny Krux wraz z wokalistą Abstrakt Algebra Matsem Levénem i dwoma członkami Entombed: Peterem Stjärnvindem (perkusja) i Jörgenem Sandströmem (gitara).
W listopadzie 2004 roku zespół ogłosił wznowienie działalności w tym samym składzie co poprzednio. Owocem pracy muzyków był album nazwany po prostu Candlemass. Album został wydany w 2005 roku i w tym samym roku wygrał Szwedzką nagrodę Grammy 2005.
W 2006 grupa ogłosiła, że nowy album jest już w trakcie tworzenia i powinien zostać wydany w 2007 roku. W październiku 2006, kiedy udział Messiaha Marcolina w nagraniu nie był pewny, zostało ogłoszone że nowym wokalistą zespołu został Robert Lowe (Solitude Aeturnus). Album King of the Grey Islands ukazał się 25 czerwca 2007 roku.
31 marca 2007 Candlemass obchodzili dwudziestolecie działalności. Z tej okazji na koncercie grupy pojawił się pierwszy wokalista grupy, Johan Längqvist, który zagrał tym samym pierwszy koncert z Candlemass. To wydarzenie zostało uwiecznione na DVD koncertowym Candlemass 20 Year Anniversary.
Mats „Mappe” Björkman, gitarzysta grupy, został oskarżony o kradzież około 35,000 płyt CD i DVD wartych 3 miliony koron szwedzkich (około $500,000), za co groziły mu 2 lata pozbawienia wolności. Ostatecznie jednak Björkman nie trafił do więzienia.
W 2008 roku rozpoczęły się prace nad nowym albumem studyjnym zespołu. Pierwotnie miał być on nazwany Hammer of Doom, jednak nazwa została zmieniona na Death Magic Doom, ponieważ pod nazwą Hammer of Doom odbywa się niemiecki festiwal muzyczny. Wydanie albumu było pierwotnie planowane na 27 marca 2009, jednak premiera opóźniła się do 3 kwietnia 2009 roku.

## Muzycy

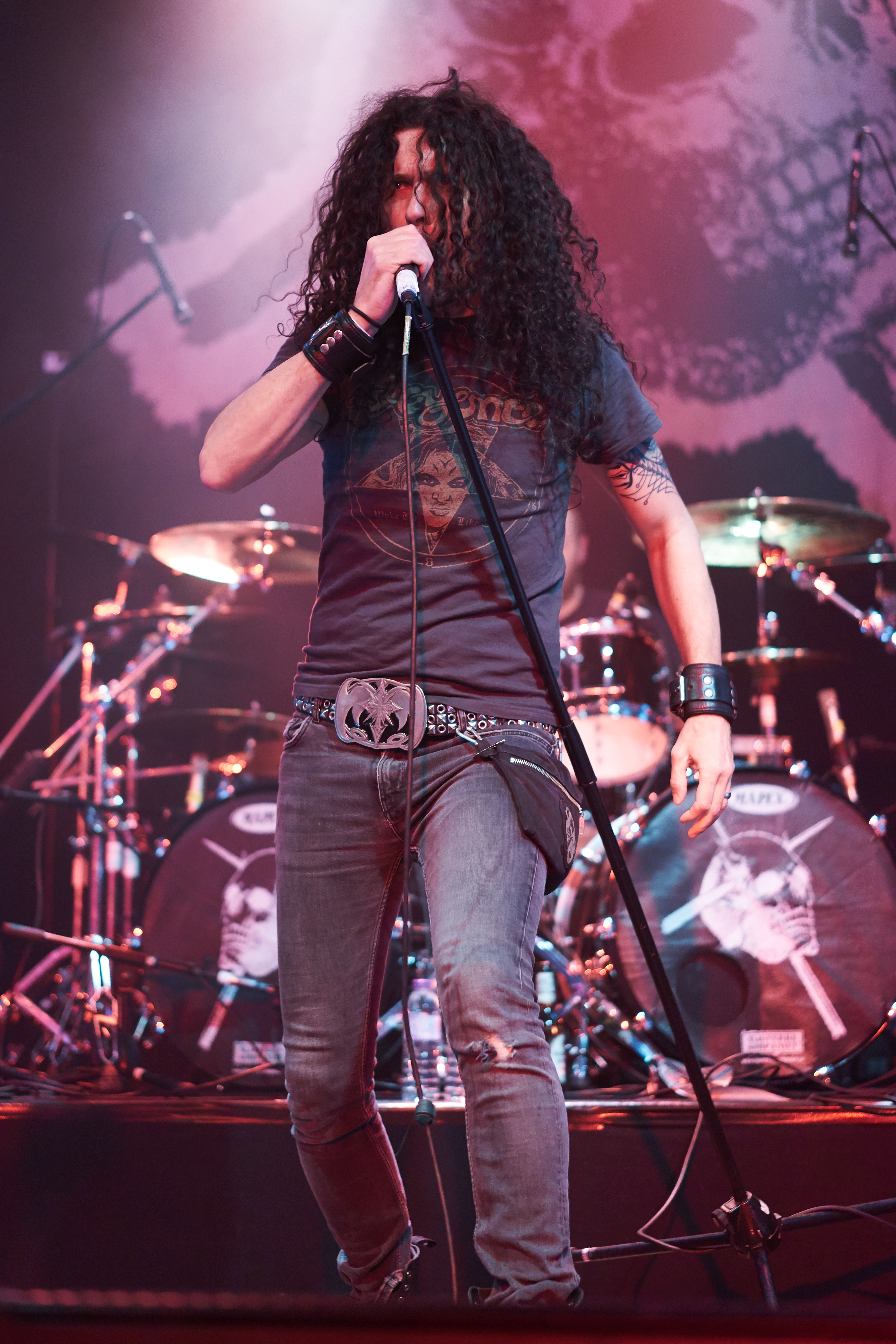
Mats Levén podczas koncertu 21 listopada 2015 roku

| Obecny skład zespołu - Lars „Lasse” Johansson – gitara (1987–1994, od 2001) - Mats „Mappe” Björkman – gitara (1985–1994, od 2001) - Jan Lindh – perkusja (1987–1994, od 2001) - Leif Edling – gitara basowa (1984–1994, od 1997), śpiew (1984-1986) - Johan Längquist – śpiew (1984-1987, 2007, 2013, od 2018) Muzycy koncertowi - Jörgen Sandström – gitara basowa (od 2015) - Per Wiberg – instrumenty klawiszowe (od 2012) - Marcus Jidell – gitara (2012) - Olle Dahlstedt – perkusja (2013, 2014) |  | Byli członkowie zespołu - Mats Ekström – perkusja (1984-1986) - Christian Weberyd – gitara (1984-1985) - Johnny Reinholm – gitara, perkusja (1984-1985) - Mike Wead – gitara (1987) - Jejo Perkovic – perkusja (1997-1999) - Michael Amott – gitara (1997-1998) - Patrik Instedt – gitara (1997-1998) - Mats Ståhl – gitara (1998-1999) - Carl Westholm – instrumenty klawiszowe (1998) - Thomas Vikström – śpiew (1991-1994) - Tony Martin – śpiew (2004) - Björn Flodkvist – śpiew (1997-1999) - Messiah Marcolin – śpiew (1986-1991, 2004-2006) - Robert Lowe – śpiew (2006-2012) - Mats Levén – śpiew (2006, 2012-2018) |

## Dyskografia

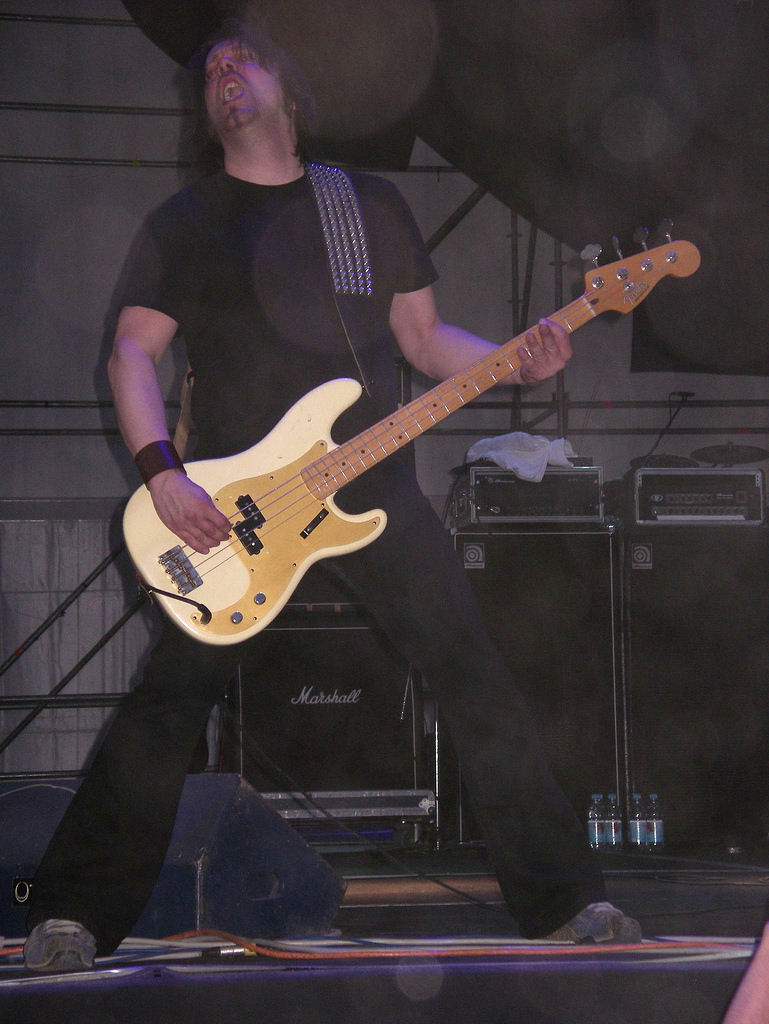
Leif Edling podczas koncertu 5 czerwca 2005 roku

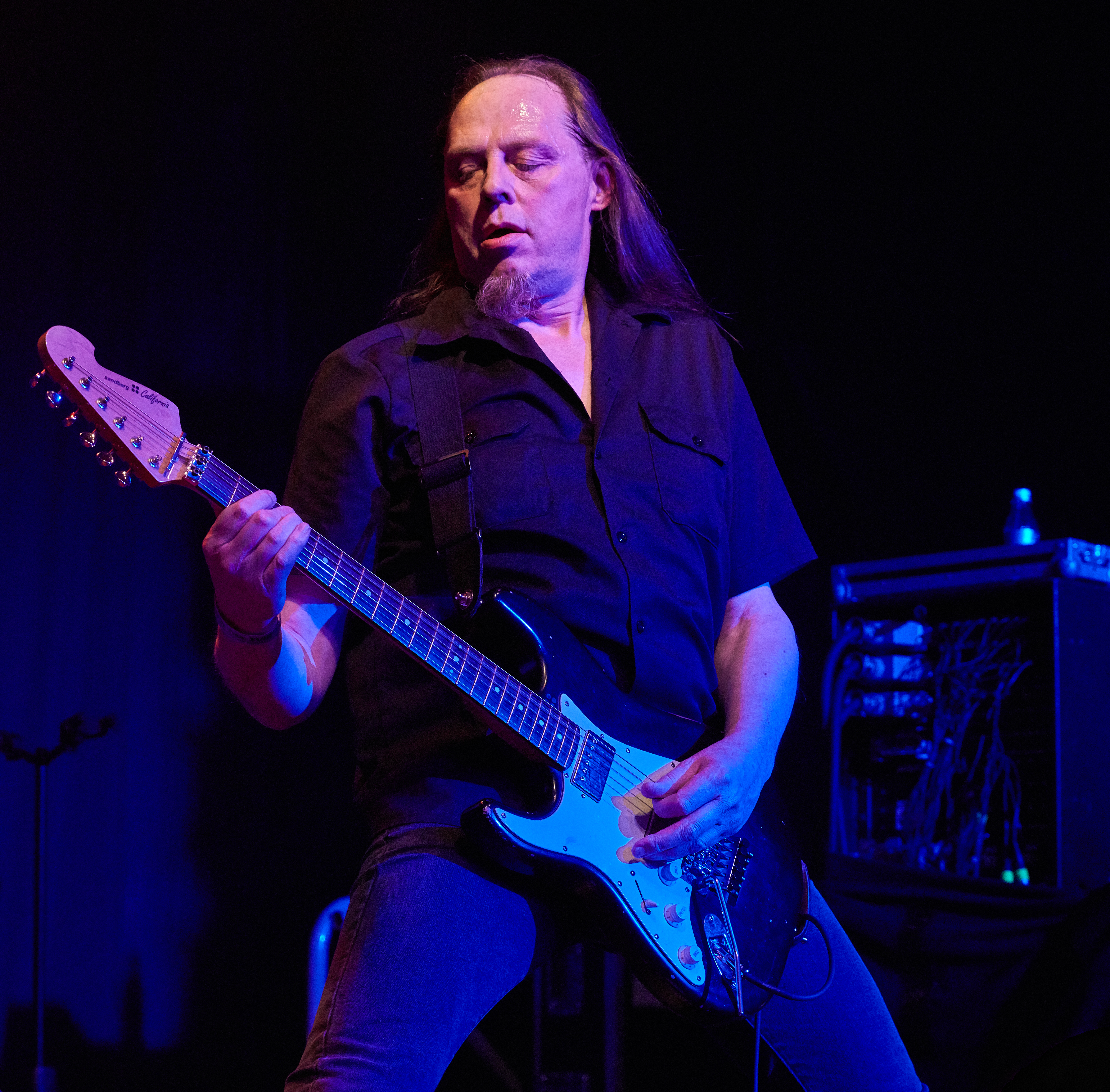
Lars „Lasse” Johansson podczas koncertu 21 listopada 2015 roku

Albumy studyjne
| Epicus Doomicus Metallicus  | - Data: 10 czerwca 1986 - Wydawca: Black Dragon Records | –  | –  | –   |                    |
| Nightfall                   | - Data: 9 listopada 1987 - Wydawca: Active Records      | –  | –  | –   | - Świat: 100 tys.+ |
| Ancient Dreams              | - Data: 22 listopada 1988 - Wydawca: Active Records     | 45 | –  | 174 | - Świat: 100 tys.+ |
| Tales of Creation           | - Data: 25 września 1989 - Wydawca: Music for Nations   | 48 | –  | –   | - Świat: 80 tys.+  |
| Chapter VI                  | - Data: 25 maja 1992 - Wydawca: Music for Nations       | 43 | –  | –   | - Świat: 40 tys.+  |
| Dactylis Glomerata          | - Data: 13 kwietnia 1998 - Wydawca: Music for Nations   | –  | –  | –   | - Świat: 7,5 tys.+ |
| From the 13th Sun           | - Data: 20 września 1999 - Wydawca: Music for Nations   | –  | –  | –   |                    |
| Candlemass                  | - Data: 2 maja 2005 - Wydawca: Nuclear Blast            | 7  | 96 | –   |                    |
| King of the Grey Islands    | - Data: 25 czerwca 2007 - Wydawca: Nuclear Blast        | 32 | 83 | –   |                    |
| Death Magic Doom            | - Data: 3 kwietnia 2009 roku - Wydawca: Nuclear Blast   | 33 | 52 | –   |                    |
| Psalms for the Dead         | - Data: 5 czerwca 2012 - Wydawca: Napalm Records        | 19 | 58 | –   |                    |
| The Door to Doom            | - Data: 22 lutego 2019 - Wydawca: Nuclear Blast         | 13 | 18 | –   |                    |
| Sweet Evil Sun              | - Data: 18 listopada 2022 - Wydawca: Napalm Records     | 52 |    |     |                    |
| „–” album nie był notowany. |                                                         |    |    |     |                    |

Albumy koncertowe
| Candlemass – Live           | - Data: 9 czerwca 1990 - Wydawca: Metal Blade Records | –  | - Świat: 80 tys.+ |
| Doomed For Live             | - Data: 20 stycznia 2003 - Wydawca: GMR Music         | –  |                   |
| Ashes to Ashes              | - Data: 23 kwietnia 2010 - Wydawca: Nuclear Blast     | 26 |                   |
| „–” album nie był notowany. |                                                       |    |                   |

Albumy wideo
| Documents of Doom – Live at Fryshuset 1990 | - Data: 2003 - Wydawca: Escapi Records                     | 18 |
| The Curse of Candlemass                    | - Data: 26 września 2005 - Wydawca: Escapi Records         | –  |
| 20 Year Anniversary Party                  | - Data: 22 października 2007 - Wydawca: Peaceville Records | 11 |
| Ashes to Ashes                             | - Data: 23 kwietnia 2010 - Wydawca: Nuclear Blast          | –  |
| „–” album nie był notowany.                |                                                            |    |

Kompilacje
| Tytuł                                                                | Dane dot. albumu                                          |
| -------------------------------------------------------------------- | --------------------------------------------------------- |
| The Best of Candlemass: As it Is, As it Was                          | - Data: 10 października 1994 - Wydawca: Music for Nations |
| The Black Heart of Candlemass / Leif Edling Demo’s & Outtakes '83-99 | - Data: 2 grudnia 2002 - Wydawca: Powerline Records       |
| Diamonds of Doom                                                     | - Data: 25 marca 2003 - Wydawca: GMR Music                |
| Essential Doom                                                       | - Data: 22 listopada 2004 - Wydawca: GMR Music            |
| Doom Songs the Singles 1986-1989                                     | - Data: 2005 - Wydawca: GMR Music                         |
| Doomology                                                            | - Data: 20 września 2010 - Wydawca: Nuclear Blast         |

Minialbumy
| Tytuł               | Dane dot. albumu                                     |
| ------------------- | ---------------------------------------------------- |
| Sjunger Sigge Fürst | - Data: 1993 - Wydawca: Megarock Records             |
| Lucifer Rising      | - Data: 2 października 2008 - Wydawca: Nuclear Blast |

Dema
| Tytuł              | Dane dot. albumu                                |
| ------------------ | ----------------------------------------------- |
| Witchcraft         | - Data: 1984 - Wydawca: wydanie własne          |
| Second 1984 demo   | - Data: listopad 1984 - Wydawca: wydanie własne |
| Tales of Creation  | - Data: 1985 - Wydawca: wydanie własne          |
| Demo with Marcolin | - Data: 3 marca 1987 - Wydawca: wydanie własne  |

Single
| Tytuł                                        | Rok  |
| -------------------------------------------- | ---- |
| Samarithan                                   | 1988 |
| At the Gallows End                           | 1988 |
| Nimis                                        | 2001 |
| Solitude / Crystal ball                      | 2005 |
| At the Gallows End / Samarithan              | 2005 |
| Mirror, Mirror / Bells of Acheron            | 2005 |
| Dark Reflections / Into the Unfathomed Tower | 2005 |
| Black Dwarf                                  | 2007 |
| If I Ever Die                                | 2009 |
| Hammer of Doom                               | 2009 |
| Dancing in the Temple of the Mad Queen Bee   | 2012 |

## Nagrody i wyróżnienia
| Rok  | Kategoria             | Tytułem                  | Nagroda | Nota      | Źródło |
| ---- | --------------------- | ------------------------ | ------- | --------- | ------ |
| 1993 | Årets hårdrock        | Chapter VI               | Grammis | Nominacja | [ 25 ] |
| 2006 | Årets hårdrock/metall | Candlemass               | Grammis | Nagroda   | [ 26 ] |
| 2008 | Årets hårdrock/metall | King Of The Grey Islands | Grammis | Nominacja | [ 27 ] |
| 2010 | Årets hårdrock/metall | Death Magic Doom         | Grammis | Nominacja | [ 28 ] |